# 伊藤誠 (シンガーソングライター)
伊藤 誠（いとう まこと、1952年8月5日 - ）は、日本のシンガーソングライター。島根県松江市出身。同志社大学卒業。

## 来歴
島根県松江市出身。松江南高校、同志社大学商学部を卒業後、第一勧業銀行(現・みずほ銀行)に入行。
銀行マンとしての仕事のかたわらで、音楽活動を続けてきた。

### 大学生時代〜
大学在学中に、フォークデュオ『ドン・キホーテ』を結成し、1975年5月、ワーナー・パイオニア主催の、第２回京都音楽祭にて優秀賞を受賞。同年のうちにワーナー・パイオニアと、東芝EMIから、レコード『京の雪舞い』『小さな白いページ』をリリース。

### 銀行員時代
1976年、第一勧銀に入行。以降、趣味として歌作りとコンサート活動を続ける。
1990年代、スペイン、マドリードに支店開設のために赴任。1993年に帰国の内示を受けた後、現地日本人会の依頼を受け『マドリッド音頭』を創作。
2004年2月、文の都（ふみのみやこ）音楽祭、作詞作曲コンクールにてグランプリを受賞。同年、日本作曲家協会に入会。

### いのちの歌に出会う〜退職、現在の活動
2006年8月、急性心筋梗塞を発症、生死の境をさまようが奇跡的に命を取り留める。死と直面したことをきっかけに、これ以降『命』の尊さを謳う歌を創り、コンサート活動を展開する一方、病院などでのボランティアコンサートにも力を入れるようになる。
2011年、東北大震災が起こると、同6月には Billboard live Tokyo にてチャリティコンサートを開催する。
2012年4月をもって銀行を退職。音楽家として独立し、楽曲制作とコンサート活動に専念するようになる。2013年1月にはテレビ番組『賢者の選択 』のエンディング曲『君の風になろう』を作詞作曲、唱歌している。
2014年には、故郷島根県のふるさと大使である『遣島使』に任命される。

## ディスコグラフィー

### CDアルバム
- 1993年5月『マドリッドからの招待状』
- 1998年1月『この季節が終わる頃には』
- 2004年2月『アダージョ』
- 2009年5月『このかけがえのないひと時を』
- 2013年11月『この思いを』

## 出演

### ラジオ番組
2016年11月～
- 伊藤誠の「想い出を紡ごう！」（毎週金曜日9:30頃〜。エフエム山陰、ぷれぜんGOLD のコーナー番組）

2014年12月現在放送中
- 伊藤誠〜いのちの輝き〜（毎週土曜日13:40頃〜。山陰放送、土曜亭特盛ぶんしょうDON!のコーナー番組）

現在放送終了
- 伊藤誠の Friday Music Garden（レインボータウンFM）

### テレビ番組
- 賢者の選択」エンディングテーマ曲、作詞作曲、歌唱中
- 2014年12月21日BS-TBSにて、伊藤誠のドキュメント番組「『君の風になろう』〜アーティスト伊藤誠の素顔と人生〜」が放映された。
- 2014年12月27日および2015年1月3日山陰放送テレビにて、同上番組が放映された。